# Anti-Theft
Jako Anti-Theft se označují technologie proti krádeži, v nejčastějším kontextu odcizení laptopů a mobilních zařízení (telefonů, tabletů, …). Technologie Anti-Theft musí být podporována jak na straně hardware, tak software, to znamená, aby zařízení bylo „odolné“ vůči krádeži, musí být již vyrobeno s možnostmi hardwarové ochrany proti krádeži a jeho majitel na něm musí instalovat software, který sám v případě odcizení aktivuje.

## Princip
- Výrobce zařízení s technologií Anti-Theft poskytuje jejich majitelům nějakou formu služby, pomocí které mají možnost ovládat svá zařízení v případě odcizení. Je potřeba, aby se v této službě majitel zařízení po jeho zakoupení zaregistroval. Součástí bývá i rámcová konfigurace, například toho, jak často mají jejich zařízení sledovat a vyhodnocovat tzv. podezřelé chování.
- Zařízení s technologií Anti-Theft je schopno rámcově sledovat některé úkony (jako např. počet úspěšných/neúspěšných přihlášení do systému a v jakém časovém intervalu nebo selhání připojení k serveru pro sledování krádeží v pravidelných intervalech). Na jejich základě vyhodnocuje, jestli nedochází k podezřelému chování či podezřelému zacházení se zařízením. Vyhodnotí-li, že ano, spustí režim krádeže.
- Režim krádeže může spustit i majitel odcizeného zařízení, přes službu poskytovanou výrobcem zařízení. To, je-li „pohřešováno“, se zařízení může dozvědět po připojení k síti.
- Po spuštění režimu krádeže u zařízení následuje:
  - vymazání šifrovacího materiálu ze systémového hardware, které efektivně znemožní čtení zašifrovaných dat
  - hardwarové uzamknutí – zařízení se může restartovat a následně nepovolit nabootování systému (popř. ani vstup do BIOSu apod.)
  - bootování skončí uživatelsky definovanou hláškou na monitoru – tu si definuje majitel a měla by poskytovat informace o vrácení, ať už přímo na majitele popřípadě přes policii.
- Software Anti-Theft pro majitele odcizených zařízení může zahrnovat také další služby jako:
  - lokace zařízení na mapě pomocí GPS
  - spuštění vyzvánění nebo alarmu (který zloděj nedokáže vypnout)
  - pořizování fotografií nebo dokonce videa z kamery odcizeného zařízení
- V případě, že se zařízení dostane do rukou svého majitele, ten zařízení odblokuje – všechny procesy s tím spojení včetně reaktivace šifrování jsou nastaveny tak, aby proběhly bez ztráty dat.

## Příklady
- pro platformu PC – v současnosti jsou asi nejdále s touto technologií notebooky s procesory Intel a čipsetem Intel vPro (s technologií intel® Anti-Theft). Služba Intel Anti-Theft byla ukončena v lednu 2015.
- pro mobilní zařízení se systémem Android – například aplikace AVG antivirus má většinu z výše popsaných prvků technologie Anti-Theft.
- obdobné služby existují i pro Apple a to jak notebooky této firmy, tak řadu iPad.
- této technologie se dnes dopátráme i v případě většiny automobilů, většinou se aktivují po rozbití skla